# Michele Sarcone
Dr. Michele Sarcone (1731-1797) fue un médico, escritor y compositor italiano que escribió el Aria de concierto «Bella mia fiamma, addio!... Resta, oh cara!» concertó aria, K.528 para Wolfgang Amadeus Mozart en Praga el 3 de noviembre de 1787.